# باميلا إرفينغ
باميلا إرفينغ (بالإنجليزية: Pamela Irving)‏ هي نحّاتة أسترالية، ولدت في 1960 في ملبورن في أستراليا.